# I'll Get You
I'll Get You (Lennon/McCartney) är en låt av The Beatles från 1963.  Låten kom ursprungliga ut som B-sida på singeln She Loves You den 23 augusti 1963. Eftersom texten börjar med "Oh yeah, oh yeah" matchar den A-sidans "Yeah! Yeah! Yeah!" fint .

## Låten och inspelningen
Denna låt, där Lennon och McCartney överdrev sin Liverpooldialekt en del, snodde man ihop 1 juli 1963, alldeles efter att ha spelat in ”She Loves You”. Den hade från början arbetsnamnet ”Get You In The End”. En stor del av tiden gick till att få Lennons munspelspålägg riktigt. Inspelningen är slarvigt gjord eftersom det bara rörde sig om en baksida och en mindre felsjungning rättades inte till med ny inspelning.
Liksom A-sidan She Loves You spelades I'll Get You ursprunglig in i tvåkanalig stereo, men enligt dåtidens sed gavs singeln enbart ut i mono. Låtarna kom inte heller ut i stereoversion på någon original-LP. Den ursprungliga stereoinspelningen har sedan försvunnit ur EMI:s arkiv och enbart en monomixning finns kvar. Samtliga nyutgåvor - till exempel på CD:n Past Masters är därför antingen i mono eller s.k. fejkstereo.